# Focke-Wulf
Focke-Wulf a fost o companie germană ce a fabricat avioane civile și militare în timpul celui de-al Doilea Război Mondial. Multe din schițele de succes pentru avioane de luptă ale companiei erau mici modificări ale avionului Focke-Wulf Fw 190.

## De la fondare până la sfârșitul celui de-al doilea război mondial
Compania a fost fondată în Brema pe 23 octombrie 1923 sub denumirea de Bremer Flugzeugbau AG de către profesorul Heinrich Focke, Georg Wulf și dr.Werner Neumann. Imediat, ei au redenumit compania Focke-Wulf Flugzeugbau AG, mai târziu numindu-se Focke-Wulf Flugzeugbau GmbH.
Inițial producea câteva avioane comerciale, în mod caracteristic cu aripi groase montate în sus peste fuzelajele groase. Încercând să piloteze unul dintre avioane, Georg Wulf a murit pe 29 septembrie 1927. Unul dintre cele mai faimoase avioane civile a fost Focke-Wulf Fw 200.